# Indotyphlops leucomelas
Indotyphlops leucomelas — вид змій родини сліпунів (Typhlopidae). Ендемік Шрі-Ланки.

## Поширення і екологія
Indotyphlops leucomelas відомі з кількох місцевостей, розташованих на півдні острова Шрі-Ланка. Вони живуть у вологих тропічних лісах, на висоті від 400 до 740 м над рівнем моря. Ведуть риючий спосіб життя.

## Збереження
МСОП класифікує цей вид такий, що перебуває на межі зникнення. Indotyphlops leucomelas загрожує знищення природного середовища.